# Sofia die Erste – Auf einmal Prinzessin
Sofia die Erste – Auf einmal Prinzessin (Originaltitel: Sofia the First) ist eine US-amerikanische computeranimierte Fernsehserie, die zwischen 2012 und 2018 von Disney Television Animation produziert wurde.
Die Idee zur Serie stammt von Craig Gerbe. Die Lieder zur Serie wurden von John Kavanaugh und Erica Rothschild geschrieben, die Musik zur Serie entstand unter der Regie von Richard M. Sherman. Zudem beinhaltet die Serie Charaktere aus der Disney Prinzessinnen-Franchise. Der Pilotfilm zur Serie wurde am 18. November 2012 auf dem US-amerikanischen Sender Disney Channel gezeigt. Die deutschsprachige Erstausstrahlung erfolgte am 30. März 2013 auf dem Bezahlfernsehsender Disney Junior. Die Free-TV-Premiere der Serie erfolgte zunächst auf Super RTL und wird jetzt auf dem Disney Channel fortgeführt.
Disney Junior verlängerte „Sofia die Erste – Auf einmal Prinzessin“ um eine zweite Staffel am 5. März 2013 und am 8. Januar 2014 um eine dritte Staffel.

## Handlung
Als Sofias Mutter den König heiratet, verändert sich ihr Leben von einem Tag auf den anderen. Von nun an lebt sie in einem Schloss und muss lernen, was es heißt, eine echte Prinzessin zu sein. Sofia wird von den drei liebevollen Märchenfeen Flora, Fauna und Sonnenschein aus dem Disney-Klassiker Dornröschen in Sachen Höflichkeit, Barmherzigkeit, Güte und Selbstbewusstsein unterrichtet. König Roland schenkt ihr sogar ein Amulett, das ihr magische Fähigkeiten verleiht. So kann sie mit Tieren sprechen und findet schnell neue Freunde wie den Hasen Kalle. Zwischendurch trifft sie auf die bekannten Disney-Prinzessinnen, die Sofia mit Ratschlägen zur Seite stehen. Sofia lernt schnell, dass es zwar nicht sehr schwer ist, wie eine Prinzessin auszusehen, sich allerdings wahrlich wie eine Prinzessin zu verhalten, muss vom Herzen kommen.

## Figuren
Sofia ist 8 Jahre alt und wohnt seit der Hochzeit ihrer Mutter in einem Schloss. Sie ist gerne eine Prinzessin, muss aber noch viel lernen und bekommt dabei Hilfe von ihren Freunden.
Kalle ist ein Hase und Sofias bester Freund im Schloss. Er sieht zwar süß aus, knuddelt aber nicht gern.
Prinzessin Amber und  Prinz James sind Sofias Stiefgeschwister und ebenfalls 8 Jahre alt. Sie sind Zwillinge und Amber ist die Thronerbin.
Cedric ist der Hofzauberer im Schloss und beherrscht viele Zaubertricks, doch seine Zaubersprüche funktionieren nicht immer einwandfrei.
Miranda ist die Mutter von Sofia und Königin des Zauberreiches. Vor ihrer Hochzeit mit König Roland betrieb sie im Dorf ein Schuhgeschäft.
König Roland der II. ist Sofias Stiefvater und König des Zauberreiches. Er gab Sofia das Amulett von Avalor, das ihr magische Fähigkeiten verlieh.
Mia und Robin sind die besten Freunde von Sofia. Die Vögel verstecken sich vor anderen; wenn sie unbeobachtet sind, spielen sie mit Sofia.

## Synchronisation
Die deutsche Synchronisation entstand unter der Dialogregie und nach einem Buch von Tanja Schmitz, produziert von der Synchronfirma SDI Media Germany GmbH in Berlin.
Die musikalische Leitung des Projektes unterlag Achim Götz und Thomas Amper. Für die Liedtexte in der deutschen Fassung zeigte sich Ralf Vornberger verantwortlich.

### Hauptfiguren
| Rolle                 | Originalsprecher  | Deutscher Synchronsprecher                          |
| --------------------- | ----------------- | --------------------------------------------------- |
| Sofia                 | Ariel Winter      | Milena Rybiczka Marie Christin Morgenstern (Gesang) |
| Prinz James           | Zach Callison     | Philip Süß Vincent Borko (Gesang)                   |
| Prinzessin Amber      | Darcy Rose Byrnes | Soraya Richter                                      |
| Königin Miranda       | Sara Ramírez      | Claudia Gáldy                                       |
| König Roland II.      | Travis Willingham | Viktor Neumann                                      |
| Cedric                | Jess Harnell      | Gerrit Schmidt-Foß                                  |
| Kalle                 | Wayne Brady       | Karlo Hackenberger                                  |
| Helferich             | Tim Gunn          | Gerald Schaale Ben Hadad (junger Helferich)         |
| Robin                 | Meghan Strange    | Tanja Schmitz Saskia Tanfal (Gesang)                |
| Mia, das Blaukehlchen | Ashley Eckstein   | Anja Rybiczka                                       |

### Nebenfiguren
| Rolle                | Originalsprecher | Deutscher Synchronsprecher                    |
| -------------------- | ---------------- | --------------------------------------------- |
| Fauna                | Russi Taylor     | Denise Gorzelanny                             |
| Sonnenschein         | Tress MacNeille  | Kerstin Sanders-Dornseif Tina Hänsch (Gesang) |
| Flora                | Sarah Silverman  | Sonja Deutsch Kira Primke (Gesang)            |
| Prinzessin Hildegard | Coco Grayson     | Angelina Geisler                              |
| Ruby                 | Tara Strong      | Yamuna Kemmerling                             |
| Jade                 | Isabella Acres   | Sarah Tkotsch                                 |
| Portia               | Jennifer Hale    | Melanie Isakowitz                             |
| Professor Popov      | Jim Cummings     | Joachim Kaps                                  |
| Wurmwurz             | Jim Cummings     | Michael Pan                                   |
| Prinz Zandar         | Maxim Knight     | Vincent Borko                                 |

## Ausstrahlung
Vereinigte Staaten
Der Pilotfilm zur Serie wurde am 18. November 2012 auf dem US-amerikanischen Sender Disney Channel gezeigt. Die Erstausstrahlung der ersten Staffel erfolgte von 11. Januar 2013 bis 14. Februar 2014 auf dem US-amerikanischen Sender Disney Junior. Auch die zweite bis vierte Staffel wurden in den USA durch Disney Junior veröffentlicht. Die Erstausstrahlung der zweiten Staffel fand zwischen dem 7. März 2014 und dem 12. August 2015. Staffel 3 wurde erstmals vom 5. August 2015 bis 31. März 2017 präsentiert. Die finale vierte Staffel der Serie feierte ihre Premiere vom 28. April 2017 bis 8. September 2018.
Deutschland
Die deutschsprachige Erstausstrahlung des Pilotfilms erfolgte am 30. März 2013 auf dem Bezahlfernsehsender Disney Junior. Seine Free-TV-Premiere fand am 26. Januar 2014 auf dem Disney Channel statt. Die deutschsprachige Erstausstrahlung der ersten Staffel fand vom 27. Mai 2013 bis 1. März 2014 auf dem Bezahlfernsehsender Disney Junior statt. Die Free-TV-Premiere der ersten 13 Folgen der ersten Staffel erfolgte vom 5. November 2013 bis 21. November 2013 auf Super RTL. Die Free-TV-Premiere der restlichen Folgen der ersten Staffel erfolgt seit dem 10. Februar 2014 auf dem Disney Channel.
Die deutschsprachige Erstausstrahlung der zweiten Staffel erfolgte zwischen dem 2. Juni 2014 und dem 11. September 2015 auf dem Bezahlfernsehsender Disney Junior. Vom 24. März 2015 bis 22. März 2016 erfolgte die Free-TV-Premiere beim Disney Channel.
Die dritte Staffel der Serie feierte ihre Deutschland-Premiere vom 8. Februar 2016 bis 10. März 2017 bei Disney Junior. Im Free-TV wurde sie zwischen dem 21. November 2016 und dem 9. April 2017 erstmals beim Disney Channel präsentiert.
Zwischen dem 12. Juni 2017 und dem 9. März 2019 erfolgte die deutsche Erstausstrahlung der finalen vierten Staffel bei Disney Junior. Die Erstausstrahlung im deutschen Free-TV folgte zwischen dem 8. Januar 2018 und dem 5. April 2019 beim Disney Channel.

### Übersicht
| Staffel | Episodenanzahl | Erstausstrahlung (Disney Junior USA) | Erstausstrahlung (DE) (Disney Junior Deutschland) | Free-TV-Premiere (Super RTL)                        | Free-TV-Premiere (Disney Channel Deutschland) |
| ------- | -------------- | ------------------------------------ | ------------------------------------------------- | --------------------------------------------------- | --------------------------------------------- |
| 1       | 25             | 11. Januar 2013 bis 14. Februar 2014 | 27. Mai 2013 bis 1. März 2014                     | 5. November 2013 bis 21. November 2013 (Folge 1–13) | seit 10. Februar 2014 (Folge 14–24)           |
| 2       | 30             | 7. März 2014 bis 12. August 2015     | 2. Juni 2014 bis 11. September 2015               | –                                                   | 24. März 2015 bis 22. März 2016               |
| 3       | 28             | 5. August 2015 bis 31. März 2017     | 8. Februar 2016 bis 10. März 2017                 | –                                                   | 21. November 2016 bis 9. April 2017           |
| 4       | 30             | 28. April 2017 bis 8. September 2018 | 12. Juni 2017 bis 9. März 2019                    | –                                                   | 8. Januar 2018 bis 5. April 2019              |

### Internationale Ausstrahlung
| Land/Region                    | Sender                        | Premiere der Serie | Titel                                   |
| ------------------------------ | ----------------------------- | ------------------ | --------------------------------------- |
| Vereinigte Staaten             | Disney Junior (USA)           | 18. November 2012  | Sofia the First                         |
| Deutschland Österreich Schweiz | Disney Junior (Deutschland)   | 30. März 2013      | Sofia die Erste – Auf einmal Prinzessin |
| Argentinien                    | Disney Junior (Lateinamerika) | 31. März 2013      | Princesita Sofía                        |
| Bolivien                       | Disney Junior (Lateinamerika) | 31. März 2013      | Princesita Sofía                        |
| Chile                          | Disney Junior (Lateinamerika) | 31. März 2013      | Princesita Sofía                        |
| Kolumbien                      | Disney Junior (Lateinamerika) | 31. März 2013      | Princesita Sofía                        |
| Ecuador                        | Disney Junior (Lateinamerika) | 31. März 2013      | Princesita Sofía                        |
| Guatemala                      | Disney Junior (Lateinamerika) | 31. März 2013      | Princesita Sofía                        |
| Honduras                       | Disney Junior (Lateinamerika) | 31. März 2013      | Princesita Sofía                        |
| Mexiko                         | Disney Junior (Lateinamerika) | 31. März 2013      | Princesita Sofía                        |
| Paraguay                       | Disney Junior (Lateinamerika) | 31. März 2013      | Princesita Sofía                        |
| Peru                           | Disney Junior (Lateinamerika) | 31. März 2013      | Princesita Sofía                        |
| Dominikanische Republik        | Disney Junior (Lateinamerika) | 31. März 2013      | Princesita Sofía                        |
| Uruguay                        | Disney Junior (Lateinamerika) | 31. März 2013      | Princesita Sofía                        |
| Venezuela                      | Disney Junior (Lateinamerika) | 31. März 2013      | Princesita Sofía                        |
| Italien                        | Disney Junior (Italien)       | 11. Mai 2013       | Sofia la principessa                    |
| Polen                          | Disney Junior (Polen)         | 11. Mai 2013       | Jej Wysokość Zosia                      |

## Rezeption
Die Figur Sofia wurde Oktober 2012 während eines Presserundgangs durch einen sprachlichen Fehler des Produzentens Jamie Mitchell fälschlicherweise als Disneys erste Latina Prinzessin vorgestellt. Später stellte die Disney-Junior-Worldwide Senior Vizepräsidentin Nancy Kanter klar, dass „Sofia ein Märchen-Mädchen ist, das in einer Märchenwelt lebt. Alle unsere Figuren aus dem Fantasy-Land können Elemente verschiedener Kulturen und Ethnien widerspiegeln, sollen aber keine speziellen realen Weltkulturen darstellen.“ In Wirklichkeit hat Sofia ein gemischtes Erbgut, wie eine Disney-Sprecherin schrieb: „... Sofias Mutter, Königin Miranda, wurde in einem fiktiven Land namens Galdiz geboren, ein Ort mit lateinamerikanischen Wurzeln. Miranda traf Sofias Vater, Birk Balthazar, der aus dem Königreich Freezenberg stammte, und gemeinsam zogen sie nach Enchancia, wo Sofia dann geboren wurde.“